# Erinaceinae
Erinaceinae — підродина комахоїдних ссавців родини Їжакові (Erinaceidae). Представники підродини, на відміну від гімнур, характеризуються куцим тілом, коротким хвостом. Спина та боки тіла вкриті колючками.

## Класифікація
Включає у себе 5 родів їжаків, поширених у Африці, Азії та Європі.

### Atelerix
Рід Ателерикс, або «африканський їжак» (Atelerix) — ссавці з підродини їжаків (Erinaceinae). Поширені на території Африки. Включає у себе 4 види:
їжак алжирський (Atelerix algirus)
їжак південно-африканський (Atelerix frontalis)
їжак сомалійський (Atelerix sclateri)
їжак карликовий (Atelerix albiventris)

### Erinaceus
Рід їжак, «лісовий» їжак, або звичайний їжак  представляє родину їжакових. Їжаки поширені в Європі, Середній і Передній Азії, Сибіру, Китаю і Кореї; налічують з види:.
їжак європейський (Erinaceus europaeus)
Їжак білочеревий (Erinaceus roumanicus)
їжак південний (Erinaceus concolor)
їжак амурський (Erinaceus amurensis)

### Їжачок(Hemiechinus)
Їжачок, або "вухаті їжаки" — рід ссавців з родини їжакових. Відрізняються від типових груп (зокрема, від Erinaceus) довгими вухами. Поширені у Африці, Азії та Індії.
їжачок вухатий (Hemiechinus auritus)
їжачок індійський (Hemiechinus collaris)

### Paraechinus
їжак ефіопський (Paraechinus aethiopicus)
їжак індійський (Paraechinus micropus)
їжак довгоголковий (Paraechinus hypomelas)
їжак голочеревий (Paraechinus nudiventris)

### Mesechinus
Даурські їжаки — це рід ссавців з підродини їжаків. Поширені у Азії. Налічує рід 2 види:
їжак даурський (Mesechinus dauuricus)
їжак шанхайський (Mesechinus hughi)